# Canonical
Canonical Ltd. è una società privata fondata (e finanziata) dall'imprenditore sudafricano Mark Shuttleworth per la promozione di progetti legati al software libero. Registrata all'isola di Man, ha dipendenti provenienti da tutto il mondo.

## Organizzazione

Logo di Canonical al 2021.

Alla nascita Canonical era una organizzazione completamente virtuale dove i dipendenti svolgevano il proprio lavoro da casa. Oggi la società mantiene una sede al 27º piano della Torre Millbank vicino a Westminster a Londra e nell'estate del 2006 ha aperto un ufficio a Montréal per rafforzare la sua presenza a livello mondiale e l'erogazione di servizi. È inoltre presente un ufficio nel grattacielo Taipei 101 a Taiwan.

## Progetti sponsorizzati
Canonical Ltd. ha creato e continua a supportare diversi progetti. Principalmente, si tratta di Free and Open Source Software (FOSS) o di tool progettati per migliorare la collaborazione tra gli sviluppatori di software libero e i contributori. Alcuni progetti richiedono la sottoscrizione di un Contributor License Agreement. 

### Progetti legati al software libero
- Ubuntu, una distribuzione GNU/Linux basata su Debian GNU/Linux, è stato il primo software sponsorizzato da Canonical. Utilizza GNOME come desktop environment;
- Le distribuzioni derivate da Ubuntu:
  - Kubuntu, che utilizza KDE come desktop environment;
  - Lubuntu, che utilizza LXDE come desktop environment;
  - Xubuntu, che utilizza Xfce come desktop environment;
  - Ubuntu GNOME, che utilizza GNOME come desktop environment (ultima versione 22.10);
  - Ubuntu MATE, che utilizza MATE come desktop environment;
  - Edubuntu, pensata per l'utilizzo nelle scuole;
  - Mythbuntu, piattaforma multimediale;
  - Ubuntu Studio, che fornisce una suite completa delle migliori applicazioni open-source disponibili per creazioni multimediali.
- Bazaar, un sistema di controllo versione distribuito;
- Upstart, un sostituto per il demone init con un'architettura ad eventi;
- Unity, una shell grafica realizzata per il desktop environment GNOME alternativa a GNOME Shell;
- Ubuntu TV, sistema operativo dedicato alle Smart TV di ultima generazione (ancora in sviluppo);
- Ubuntu Touch, sistema operativo dedicato a smartphone e tablet (abbandonato e ripreso da UBports Foundation).

### Progetti di promozione del software libero
Software Freedom Dayuna celebrazione annuale del free & open source software che si svolge in tutto il mondo.
Go Open Sourceuna campagna per creare consapevolezza, educare e dare accesso al software libero. È importante, una volta che il software è stato creato, che le parti interessate possano avere accesso a queste ed ai servizi, e che abbiano accesso ad ulteriori risorse e alla formazione

### GNOME Foundation Advisory Board
Il 1º novembre 2017 Canonical ha annunciato di essere entrata nella GNOME Foundation Advisory Board.

### Shipit
Shipit era un servizio di Canonical che permetteva l'invio postale del CD/DVD originale di installazione di Ubuntu a casa dell'utente, ovunque nel mondo.
Questo servizio era stato pensato per chi non ha una connessione internet o per coloro che non disponendo di connessioni veloci, hanno difficoltà a scaricare l'intero CD o DVD gratuitamente dal sito di Ubuntu. Tale servizio prevedeva dei costi di spedizione molto contenuti, ma prevedeva anche spedizioni gratuite per particolari categorie di utenti.
Il servizio è stato interrotto nel 2011, e adesso i CD/DVD sono disponibili solo per le Comunità Locali, o nel negozio online di Canonical.

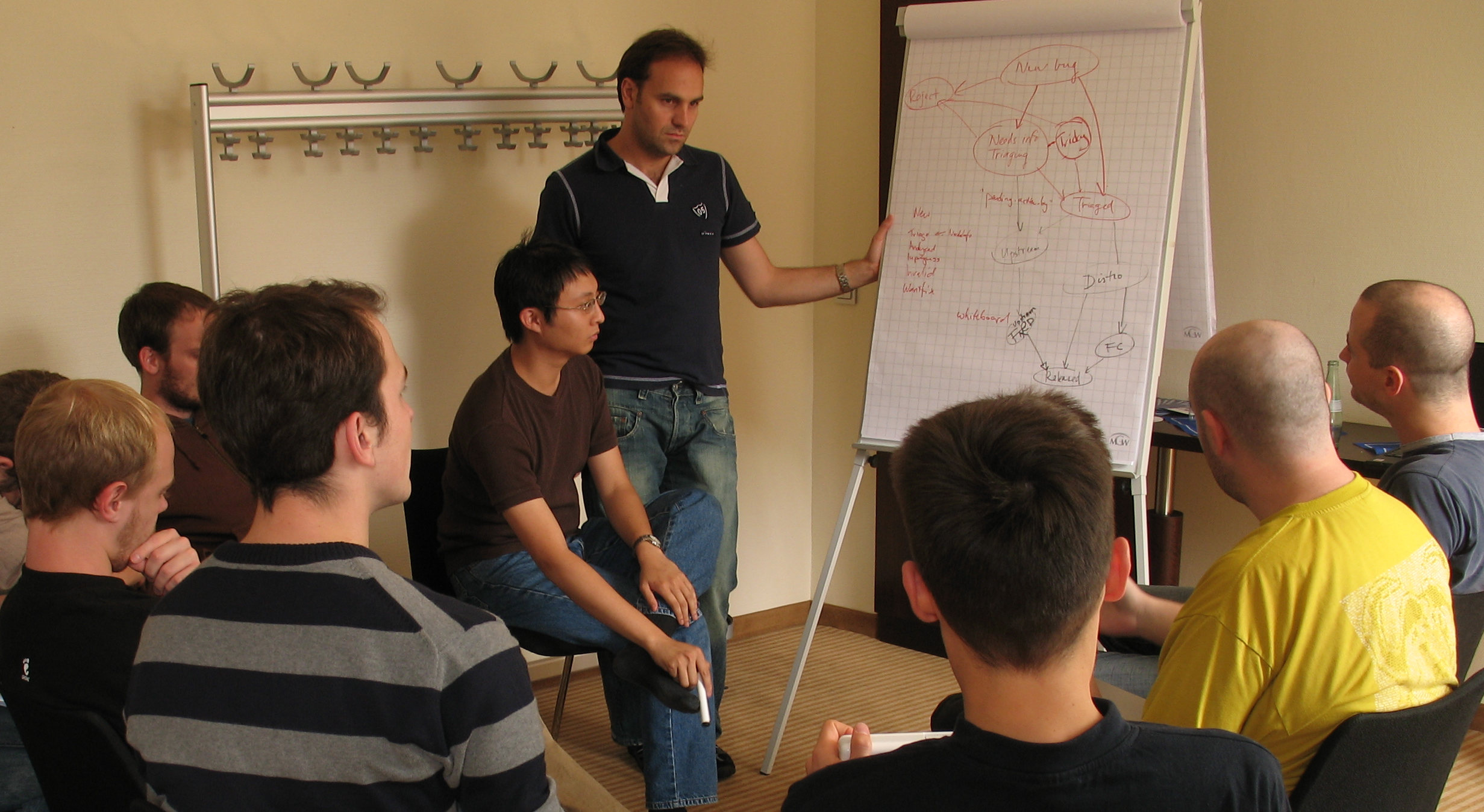
Mark Shuttleworth e altri impiegati Canonical discutono riguardo Launchpad ad un summit in Germania nel 2006.